# Öreglak
Öreglak é um município da Hungria, situado no condado de Somogy. Tem 20,72 km² de área e sua população em 2019 foi estimada em 1.537 habitantes.